# Fukushima
Fukushima (福島県 (Phúc Đảo huyện) Fukushima-ken) là một tỉnh của Nhật Bản, nằm ở vùng Tōhoku trên đảo Honshū, Nhật Bản. Cách thủ đô Tokyo khoảng 300 km về hướng Bắc. Thủ phủ là thành phố Fukushima. Và được thành lập vào ngày 21 tháng 8 năm 1876.

## Địa lý
Fukushima là tỉnh cực nam của vùng Tohoku. Nó bị một ngọn núi trải dài qua 3 vùng (từ Tây tới Đông), đồng thời 1 tỉnh giao nhau 4 mảng địa chất nên thường xuyên xảy ra động đất lớn (điển hình vào ngày 11 tháng 3 năm 2011 làm 20.000 người chết) là Aizu, Nakadōri, và Hamadōri chia cắt. Vùng duyên hải Hamadōri nằm về hướng vùng biển Thái Bình Dương đồng thời là vùng bằng phẳng và có khí hậu ôn hòa nhất trong khi đó Nakadōri là trung tâm nông nghiệp của tỉnh, bao gồm cả thủ phủ, thành phố Fukushima. Vùng có rất nhiều núi Aizu có những con hồ tĩnh mịch, những cánh rừng xanh tốt và mùa đông nhiều tuyết.

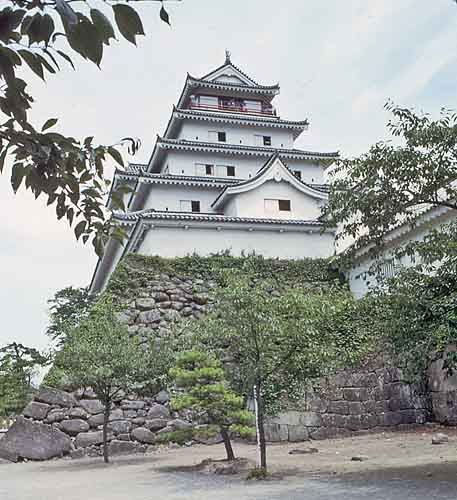
Thành trì ở Aizu Wakamatsu.

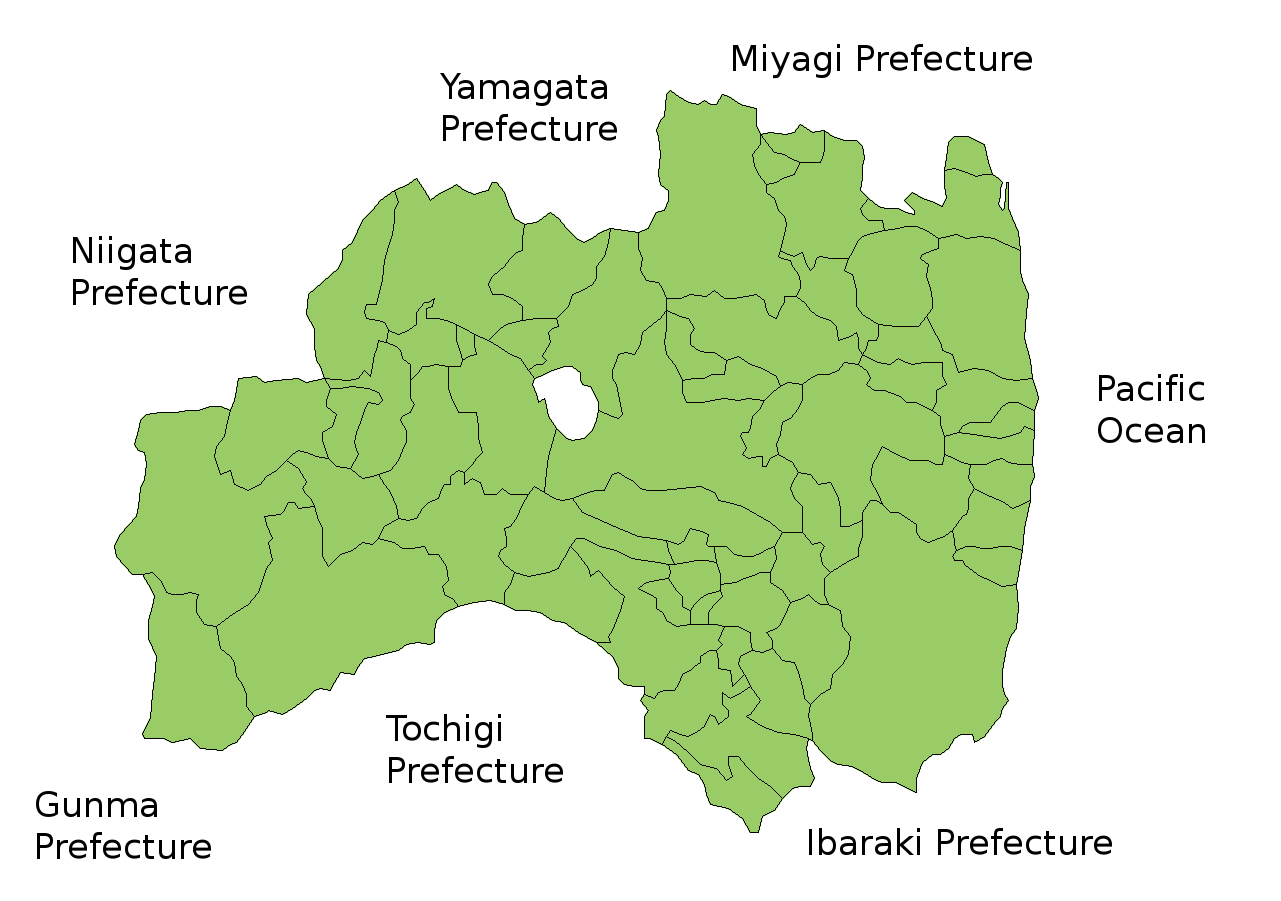
Bản đồ tỉnh Fukushima.

## Lịch sử
Trong thế kỉ thứ 4, Fukushima được sáp nhập vào xứ Yamato, quốc gia thống nhất đầu tiên ở Nhật. Hàng rào Shirakawa và Nakoso được xây dựng thế kỉ thứ 5 nhằm bảo vệ "Nhật Bản văn minh" khỏi những "người man rợ" từ phía Bắc. Fukushima trở thành một tỉnh của Mutsu sau khi cuộc cải cách Taika được tiến hành năm 646. Tỉnh Fukushima bị hoàng tử Subaru chiếm đóng năm 1293. Vùng này của Nhật Bản cũng được biết đến là Michinoku và Ōshū.

## Hành chính

### Thành phố
| Cờ | Tên                 | Tên        | Diện tích (km2) | Dân số  | Bản đồ |
| Cờ | Rōmaji              | Kanji      | Diện tích (km2) | Dân số  | Bản đồ |
| -- | ------------------- | ---------- | --------------- | ------- | ------ |
|    | Aizuwakamatsu       | 会津若松市 | 382,97          | 117.376 |        |
|    | Date                | 伊達市     | 265,12          | 58.240  |        |
|    | Fukushima (thủ phủ) | 福島市     | 767,72          | 282.693 |        |
|    | Iwaki               | いわき市   | 1.232,02        | 332.931 |        |
|    | Kitakata            | 喜多方市   | 554,63          | 44.760  |        |
|    | Kōriyama            | 郡山市     | 757,2           | 327.692 |        |
|    | Minamisōma          | 南相馬市   | 398,58          | 59.005  |        |
|    | Motomiya            | 本宮市     | 88,02           | 30.236  |        |
|    | Nihonmatsu          | 二本松市   | 344,42          | 53.557  |        |
|    | Shirakawa           | 白河市     | 305,32          | 59.491  |        |
|    | Sōma                | 相馬市     | 197,79          | 34.865  |        |
|    | Sukagawa            | 須賀川市   | 279,43          | 74.992  |        |
|    | Tamura              | 田村市     | 458,3           | 35.169  |        |

## Kinh tế
Vùng duyên hải có truyền thống chuyên về đánh bắt cá và công nghiệp đồ biển. Nó cũng nổi tiếng với công nghiệp điện tử và đặc biệt là công nghiệp chế tạo năng lượng hạt nhân. Trong khi những vùng cao thì tập trung cho nông nghiệp. Thủ phủ của vùng có một nền công nghiệp phần mềm và điện tử phát triển mạnh.

## Văn Hóa
Huyền thoại của vùng là một nữ yêu ma, Adachigahara, một lần đi rong chơi vùng đồng bằng nơi mà nó được đặt tên. Vùng đồng bằng Adachigahara nằm gần thành phố (thủ phủ) Fukushima.

## Du lịch
Aizuwakamatsu là nơi đã diễn ra trận chiến quan trọng trong chiến tranh Boshin. Trong đó, 19 thành viên trẻ tuổi của Byakkotai đã tự tử theo nghi lễ truyền thống seppuku. Những phần mộ tại núi Limori là địa điểm du lịch hút khách.

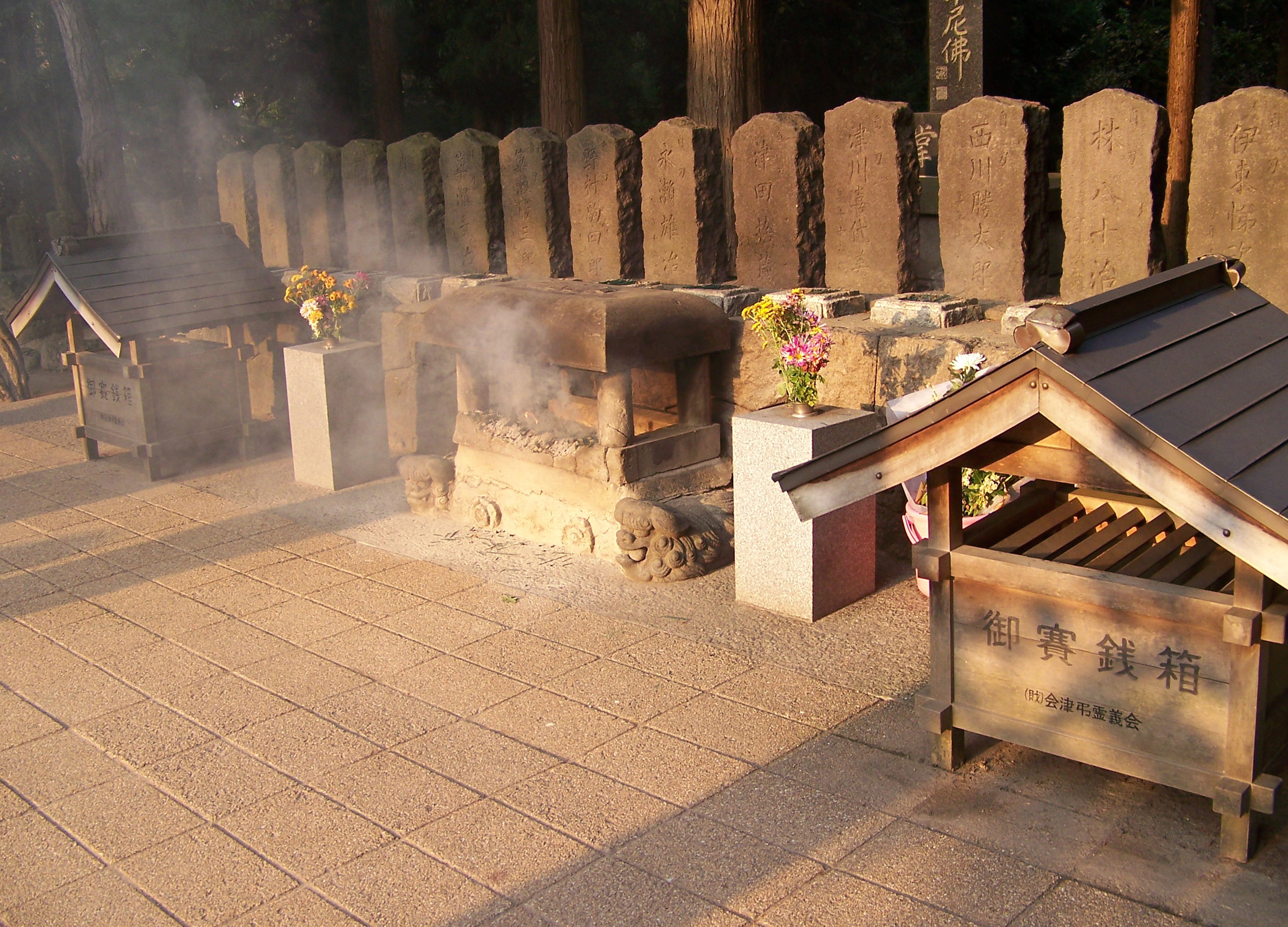
Những ngôi mộ của Byakkotai trên núi Iimori, thành phố Aizuwakumatsu

Núi Bandai, nằm ở công viên quốc gia Bandai, phun núi lửa năm 1888 đã tạo nên một miệng núi lửa lớn và rất nhiều hồ. Trong đó có "những hồ năm màu" (Goshiki-numa) rất đẹp. Vùng này nổi tiếng với những người thích tản bộ và trượt tuyết.
Kitakata thì được biết đến với loại mì địa phương Kitakata ramen và những căn nhà theo kiểu truyền thống được bảo quản tốt, trong khi đó thị trấn nhỏ Ouchijuku nằm trong thị trấn Shimogo còn giữ gìn được những công trình mái lá từ thời Edo.